# 滾水坪
滾水坪，是臺灣高雄市燕巢區的一個傳統地域名稱，位於該區西南部。相較於今日行政區，其範圍大致為角宿里中部略偏東並向南北兩側延伸至邊界，但不含其南側邊界地帶中段。
本地區境內主要聚落為滾水坪、四角林。

## 歷史
台灣日治初期，滾水坪地區為一街庄，稱為「滾水坪庄」（舊制街庄），隸屬於觀音上里。該庄昔日北及東北與援巢右庄為鄰，東與角宿庄為鄰，東南與鳳山厝庄為鄰，南邊為中路林庄，西邊為中崎庄，西北邊為滾水庄。
1901年（日治明治三十四年）11月11日，全台廢縣廳改設二十廳，該庄隸屬於鳳山廳。1904年（明治三十七年）5月3日，該庄編入「援巢中區」，隸屬於鳳山廳。1909年（明治四十二年）10月25日，全台合併二十廳為十二廳，援巢中區改隸屬於臺南廳。1920年（大正九年）10月1日，全台地方制度大改正，廢十二廳改設五州二廳，該庄改制為「滾水坪」大字，隸屬於高雄州高雄郡燕巢庄（新制街庄）。1924年（大正十三年）12月25日，高雄郡廢郡，燕巢庄改隸屬於岡山郡。
戰後燕巢庄改制為燕巢鄉，隸屬於高雄縣，大字亦改制為村。1950年（民國39年）10月1日，高、屏分治，燕巢鄉仍隸屬於高雄縣。2010年（民國99年）12月25日，高雄縣、市合併為直轄高雄市，燕巢鄉改制為燕巢區，村亦改制為里。

## 聚落
本地區發展較早的聚落為滾水坪、四角林，在日治初期的官方地圖上已有記載。

## 交通
區道高34線是頂鹽田至燕巢的道路，經過本地區北部邊界地帶。
區道高35線是瓊林至角宿的道路，經過本地區東北部的四角林聚落。
區道高35-1線是四角林至海峰的道路，其東北側端點（起點）位於本地區東部略偏北、四角林聚落南郊的區道高35線路口，由此向南南西蜿蜒而行，會經過本地區的滾水坪聚落。該道路在本地區的部分路段與市道186號共線。
區道高36線是芋寮至鳳山厝的道路，經過本地區的極南點。